# مسجد بانبري
مسجد بانبري، هو مسجد يقع في بانبري، بمقاطعة أوكسفوردشاير في إنجلترا. 

## الوصف
في سبتمبر 2008، تم توسعة المسجد والسماح للنساء بإفتتاح قسم خاص في المسجد والصلاة فيه. 
في يوليو 2009، زاره عبد الرحمن السديس، إمام المسجد الحرام وألقى خطبة فيه.
تقع مدرسة الشفاء الإسلامية للبنات داخل أراضي مسجد بانبري، وتم إعادة بناء وتجديد المسجد حديثًا في عام 2012.